# Strobilanthes haplanthoides
Strobilanthes haplanthoides är en akantusväxtart som beskrevs av T. Anders.. Strobilanthes haplanthoides ingår i släktet Strobilanthes och familjen akantusväxter. Inga underarter finns listade i Catalogue of Life.